# Charles J. Guiteau
Charles Julius Guiteau, né le 8 septembre 1841 à Freeport (États-Unis) et mort exécuté le 30 juin 1882 à Washington (États-Unis), est un avocat américain, adhérent au Parti républicain et assassin du président des États-Unis James A. Garfield, également Républicain, le 2 juillet 1881. Il aurait agi car il n'avait pas obtenu le poste qu'il considérait mériter pour son engagement dans l'élection de Garfield. Il est condamné à mort et pendu presque un an après avoir tiré sur le président.

## Jeunesse
Guiteau naît à Freeport dans l'Illinois, il est le quatrième des six enfants de Luther Wilson Guiteau et Jane Howe. Sa famille déménage à Ulao dans le Wisconsin, en 1850, et y vit jusqu'en 1855, date du décès de sa mère. Peu après le père de Guiteau ramène sa famille à Freeport.

## Études
Charles Guiteau hérite en 1860 de son grand-père la somme de mille dollars (équivalent à environ 
28456 dollars actuels) et se rend à Ann Arbor, afin d'étudier à l'université du Michigan. En raison d'une préparation insuffisante, il échoue aux examens d'admission de l'université. Il passe ensuite quelque temps à étudier le latin et l'algèbre à la Ann Arbor High School. Son père lui envoie alors plusieurs lettres le pressant de rejoindre la communauté d'Oneida, une secte utopique reposant sur les principes du « mariage à plusieurs », de la « rétention de l'éjaculation » et de « l'enseignement par les anciens ». Il abandonne donc ses études et rejoint la communauté à Oneida dans l'État de New York.

## Communauté
Lorsque Guiteau rejoint la communauté, son père l'a déjà quittée. Malgré les aspects de l'amour libre prôné par la secte, Guiteau ne parvient pas vraiment à s'intégrer tout au long des cinq années qu'il y passe. On l'y surnomme même « Charles Gitout » (jeu de mots avec son nom, en anglais get out ! signifiant « sors ! », « pars ! »). Il quitte la communauté par deux fois. La première pour se rendre à Hoboken dans le New Jersey, où il tente de fonder un journal s'appuyant sur les concepts religieux d'Oneida, intitulé The Daily Theocrat. Il fait faillite et retourne à Oneida, pour en partir à nouveau et entamer des poursuites judiciaires contre le fondateur de la communauté, John Humphrey Noyes.

## Avocat
Guiteau obtient ensuite une licence en droit à Chicago, sur la base d'un examen assez sommaire. Il ouvre un cabinet dans cette ville en se vantant de la prétendue recommandation de personnes célèbres de l'époque. Une fois encore, il échoue. Il ne plaide qu'une seule fois devant la cour, le gros de son travail consistant à harceler quelques mauvais payeurs poursuivis par leurs créanciers. Cependant, la plupart des cas qu'il traite se terminent par le mécontentement de ses clients et des critiques des membres de la profession.

## Théologie et politique

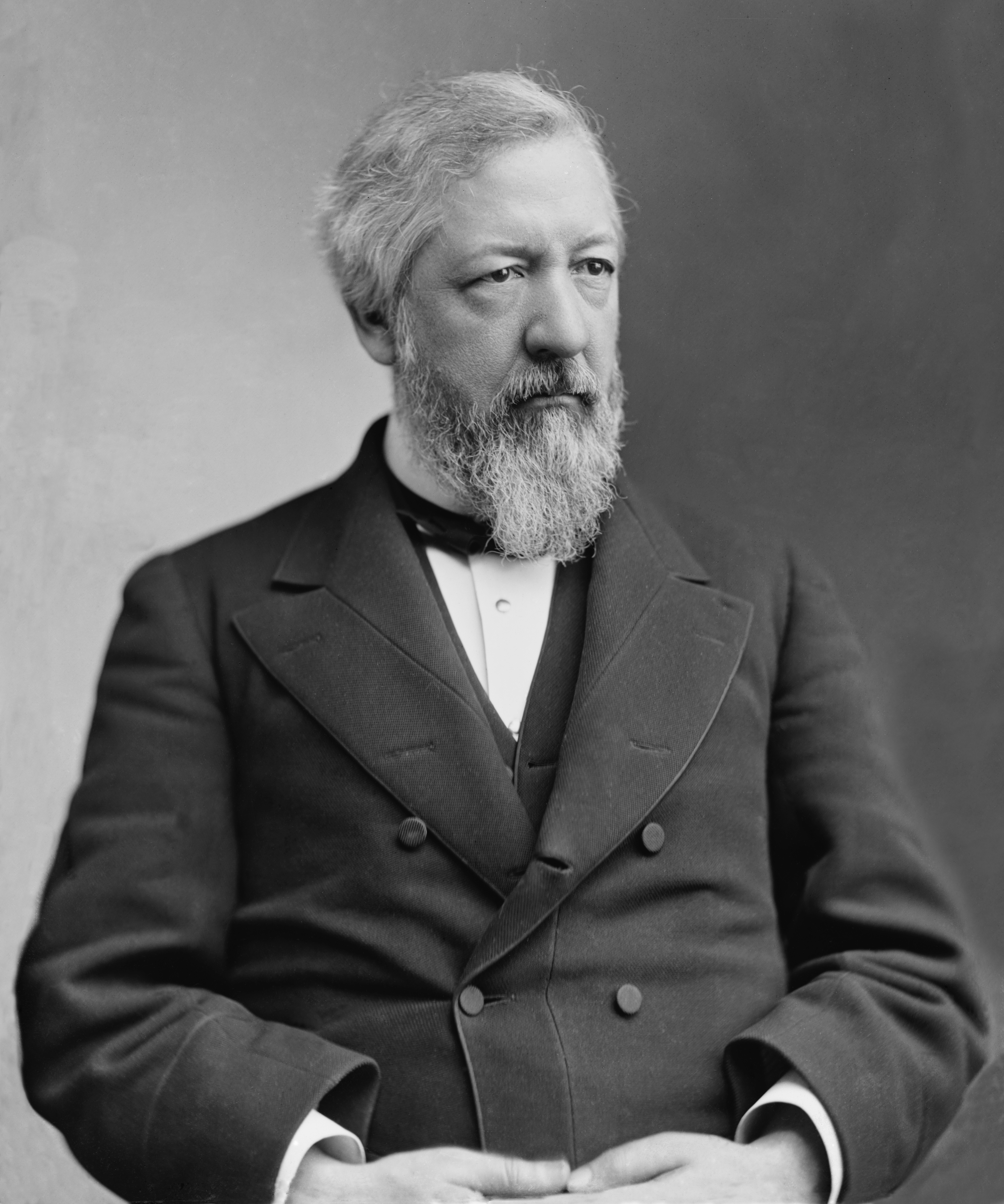
Portrait du secrétaire d'État James G. Blaine.

Guiteau se tourne ensuite vers la théologie. Il publie en 1879 un ouvrage intitulé The truth: a companion to the Bible, qui est un pur plagiat de l'œuvre de John Humphrey Noyes.
L'intérêt de Charles Guiteau se porte ensuite vers la politique. Il écrit un discours de soutien à Ulysses S. Grant intitulé Grant vs. Hancock (« Grant contre Hancok »), qu'il réintitule Garfield vs. Hancock après que Garfield remporte l'investiture républicaine pour l'élection présidentielle de 1880. Guiteau n'a jamais prononcé son discours en public et il ne l'a imprimé qu'à quelques centaines d'exemplaires, mais il est convaincu que son discours ainsi que les autres efforts qu'il a déployés sont en grande partie responsables de la victoire de Garfield lors de l'élection. Guiteau pense que son engagement pour Garfield doit lui valoir un poste d'ambassadeur et il demande d'abord un poste à Vienne, puis à Paris.
Il se rend à Washington le 5 mars, le jour suivant l'investiture de Garfield. Il obtient une entrevue avec le président le 8 mars et lui remet une copie de son fameux discours. Il passe les deux mois qui suivent à Washington, faisant des navettes entre le département d'État et la Maison-Blanche, approchant divers membres du Cabinet et Républicains influents susceptibles de plaider sa cause, sans succès. Guiteau est de plus en plus démuni et négligé, portant les mêmes vêtements tous les jours, les seuls qu'il possède, mais il ne renonce pas. Le 13 mai 1881, il est expulsé de la salle d'attente de la Maison-Blanche. Le 14 mai, le secrétaire d'État James G. Blaine lui ordonne : « Ne me parlez plus jamais du consulat de Paris et ce aussi longtemps que vous vivrez ! ».

## Préparatifs et attentat

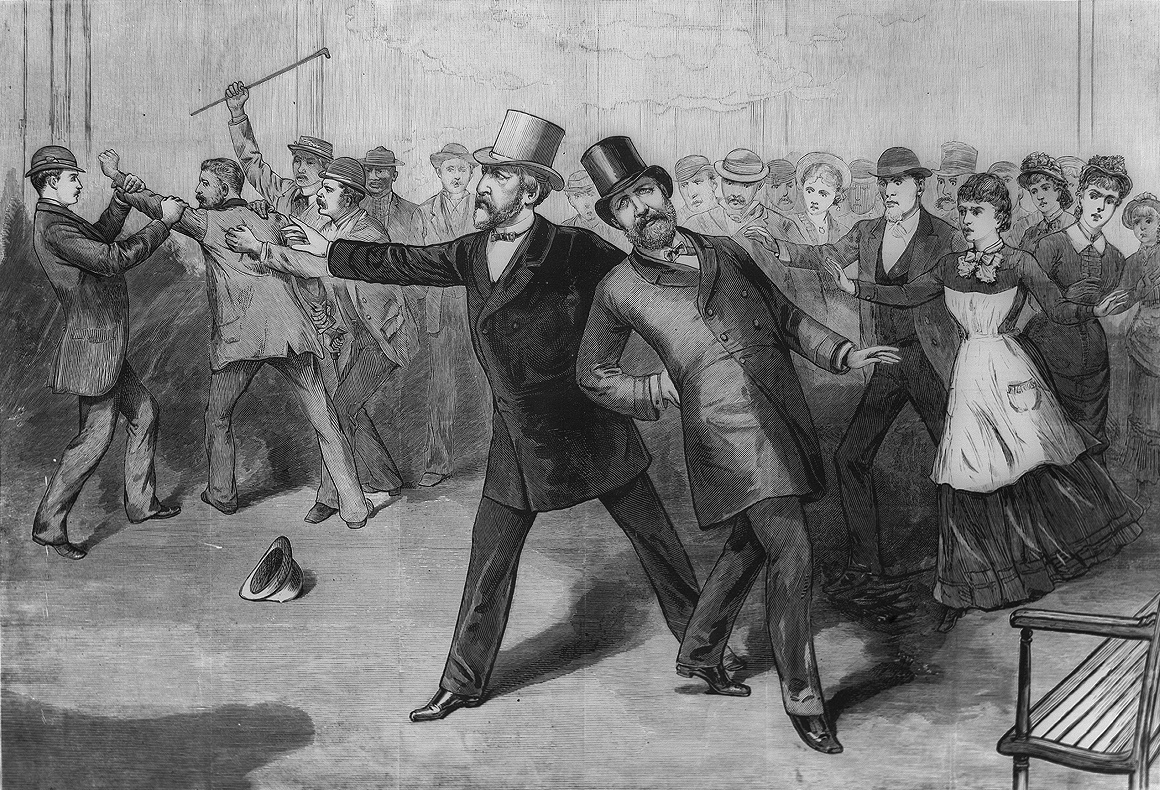
Le président Garfield avec James G. Blaine après les coups de feu de Charles J. Guiteau,.

À la suite de cette rencontre, Guiteau décide qu'il a pour mission de tuer l'ingrat président. Il achète un revolver et épie les faits et gestes du président.
Garfield doit quitter Washington le 2 juillet pour partir en vacances d'été. Ce même jour, Guiteau attend le président à la gare (aujourd'hui démolie) de la Baltimore and Potomac Railroad, au sud-ouest de l'intersection de la Sixième rue et de Constitution Avenue à Washington. Garfield est accompagné de deux de ses fils, James et Harry, ainsi que du Secrétaire d'État James G. Blaine. Le président ne dispose d'aucun garde du corps ni d'aucune mesure de sécurité particulière. Alors que Garfield pénètre dans la gare, Guiteau s'approche et presse la détente dans le dos du président à bout portant. Garfield s'écrie « Mon Dieu, qu'est-ce donc ?! », Guiteau tire à nouveau et Garfield s'effondre. Guiteau remet le revolver dans sa poche et sort de la gare pour monter dans une calèche. C'est alors qu'il est appréhendé par un agent de police et conduit au commissariat.
Après une longue et pénible lutte contre les infections, dues à ses blessures et à l'incompétence de ses médecins, Garfield meurt le 19 septembre, onze semaines après l'attentat.

## Procès et exécution

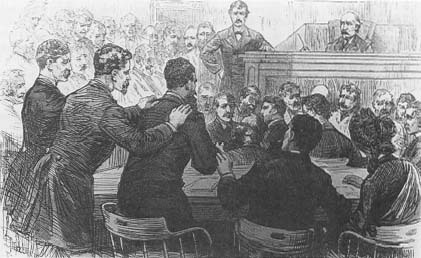
Guiteau doit être maîtrisé lors de son procès (dessin de presse paru dans Harper's Weekly en 1882.

Le procès débute le 14 novembre 1881. Le tribunal est présidé par le juge Walter Cox et Guiteau est défendu par son beau-frère, George Scolville, et un jeune avocat de Washington, Leigh Robinson. Ce procès est l'un des premiers aux États-Unis où l'irresponsabilité pour cause de folie est examinée. Guiteau insiste vigoureusement sur le fait qu’alors qu'il était légalement fou au moment de tirer, il n'est pas, à proprement parler, médicalement fou. Ceci est l'une des principales causes de la rupture entre ses avocats et lui-même et probablement aussi la raison pour laquelle le jury ressent qu'il tente simplement de nier sa responsabilité. Il affirme ne pas être coupable, car l'assassinat de Garfield est la volonté de Dieu dont il n'a été qu'un instrument. Vers la fin du procès, Guiteau commence activement à faire les plans d'une tournée de conférences après sa remise en liberté, qu'il juge imminente, et envisage de se présenter lui-même à l'élection présidentielle de 1884, tout en se complaisant dans le battage médiatique qui l'entoure.
Il est réellement consterné lorsque le jury, pas vraiment convaincu de son inspiration divine, le déclare coupable de meurtre, le 25 janvier 1882. Il fait appel, mais celui-ci est rejeté. Il est pendu le 30 juin 1882 à Washington. Sur l'échafaud, Guiteau récite l'un de ses poèmes intitulé I am Going to the Lordy (« Je vais vers le Seigneur »). Il a même demandé qu'un orchestre joue, alors qu'il chanterait son poème, mais sa requête a été rejetée.
Une portion du cerveau de Guiteau a été conservée et fait partie des collections du Mütter Museum de Philadelphie,.

## Œuvres
- Charles Julius Guiteau, A lecture on Christ's second coming, A.D. 70, Washington, D.C. : Judd & Detweiler, 1877. (OCLC 13340551)
- Charles Julius Guiteau, The truth: a companion to the Bible. Chicago: Donnelley, Gassette & Loyd, 1879. (OCLC 7451584)
- Charles Julius Guiteau, Life of the assassin Guiteau. New York, W.J. Ellis, 1882. (OCLC 78617814)

### LIens externes
- Notices dans des dictionnaires ou encyclopédies généralistes :   - American National Biography
  - Britannica
  - Deutsche Biographie
- Notices d'autorité :   - VIAF
  - ISNI
  - BnF (données)
  - IdRef
  - LCCN
  - GND
  - Pays-Bas
  - Israël
  - Australie
  - WorldCat